# Jürgen Breest
Jürgen Breest (* 1. Juli 1936 in Karlsruhe; † 22. Mai 2023 in Berlin) war ein deutscher Schriftsteller.

## Leben
Jürgen Breest studierte von 1956 bis 1961 Germanistik und Geschichte an den Universitäten Hamburg und Marburg. Anschließend ließ er sich als freier Schriftsteller in Bremen nieder. Zwischen 1963 und 1969 war er als Redakteur und Dramaturg bei der Fernsehabteilung von Radio Bremen tätig. Von 1969 bis 1999 leitete er dort die Abteilung „Fernsehspiel und Unterhaltung“ und betreute u. a. zahlreiche Produktionen mit Loriot.
Breest war Verfasser von Hör- und Fernsehspielen; daneben schrieb er sozialkritische Romane und Erzählungen. Seit den 1980er Jahren lag der Schwerpunkt seines Werkes auf dem Kriminalroman. Im Jahre 1991 erhielt er den Friedrich-Glauser-Preis der „Autorengruppe deutschsprachige Kriminalliteratur“ – Das Syndikat für seinen Kriminalroman Schade, daß du ein Miststück bist. In Einzelfällen trat Jürgen Breest auch selbst in Radio-Bremen-Produktionen auf, so war er beispielsweise in zwei Folgen der Serie Nicht von schlechten Eltern als Kunstlehrer zu sehen.
Jürgen Breest starb im Mai 2023 im Alter von 86 Jahren in Berlin.

## Werke
- Familienalbum, Kassel-Wilhelmshöhe 1970
- Die Gelähmten, Kassel-Wilhelmshöhe 1970
- Die Unschuldigen, Kassel-Wilhelmshöhe 1970
- Dünnhäuter, Frankfurt am Main 1979
- Wechselbalg, München 1980
- Tollwut, Reinbek bei Hamburg 1981
- Schönfischs Nachtprogramm, 1982
- Kennwort Pinguin, Reinbek bei Hamburg 1987
- Das Mädchen, das nicht nein sagen konnte, Reinbek bei Hamburg 1987
- Der Spatzenmörder, Reinbek bei Hamburg 1987
- Böses Blut, Reinbek bei Hamburg 1988
- Der Dreckfleck, Reinbek bei Hamburg 1988
- In memoriam Vincent, Reinbek bei Hamburg 1989
- Schade, daß du ein Miststück bist, Reinbek bei Hamburg 1990
- Doppeltes Leben – doppelter Tod, Reinbek bei Hamburg 1991
- Treppenstürze, Reinbek bei Hamburg 1992
- Eine offene Rechnung, Reinbek bei Hamburg 1993
- Großes Finale, Reinbek bei Hamburg 1994
- Muttermal, Oldenburg 2003
- Familienbesitz, Oldenburg 2005
- Tod auf der Wümme, Bremen 2006